# أحمد صالح شطا
أحمد صالح شطا وزير التجارة السعودي السابق، ولد في مكة المكرمة سنة 1334هـ/ 1917م، وفيها نشأ وترعرع تعلم في مدارس الفلاح ثم عمل مدرسًا حتى افتتحت مدارس تحضير البعثات فالتحق بها ثم سافر إلى مصر وبعد تخرجه من جامعة القاهرة كلف عضوًا في مجلس الشورى، ثم وكيلًا لوزارة التجارة فوزيرًا عليها من عام 1380- 1381هـ/ 1960- 1962م، شارك في تأسيس جامعة الملك عبد العزيز بجدة، وكان نائبًا لرئيس الهيئة التأسيسية، وعضوًا في الهيئة التنفيذية توفي في لندن أثر نوبة قلبية فنقل جثمانه إلى المملكة العربية السعودية وصلي عليه ودفن في مكة المكرمة.

## النسب والمولد
هو أحمد بن صالح بن بكري بن محمد شطا، وآل شطا يرجعون في نسبهم إلى الحسين بن علي بن أبي طالب من بني هاشم من قريش، وهم أحد الفروع التي سكنت في مدينة دمياط بمصر، وانتقل بعض أفرادهم كجد أحمد بكري بن شطا للعيش في مكة. ولد أحمد شطا سنة 1334هـ/ 1917م في مكة المكرمة.

## النشأة والتعليم
نشأ وترعرع في بيئة علمية؛ فوالده كان ممن تنقل بين البلدان من أجل طلب العلم وكان أول مدير عينه الملك عبد العزيز للمعارف في المملكة العربية السعودية، التحق أحمد أول أمره بمدارس الفلاح ودرس فيها حتى انهى المرحلة الثانوية سنة 1353هـ، ثم عمل بعد ذلك في التدريس وما أن سمع بخبر افتتاح مدرسة تحضير البعثات حتى انضم إليها، وبعد تخرجه منها سافر إلى مصر ليكمل تعليمه العالي في جامعة القاهرة فعاد منها إلى البلاد بشهادة البكالوريوس في العلوم السياسية. 

## خبراته العملية
التحق بسلك التدريس إلى أن أتيح له المجال لإكمال دراسته في الخارج، ثم عين بعد عودته رئيسًا لمكتب المؤتمرات في ديوان الملك فيصل نائب الملك عبد العزيز في غربي المملكة العربية السعودية، كما لازم الملك فيصل في بعض رحلاته إلى وخاصةً إلى المملكة المتحدة وبذلك كسب العديد من الخبرات العملية، وكلف بعد وفاة والده في مجلس الشورى، ثم وكيلًا في وزارة التجارة فوزيرًا للتجارة بين عامي (1380- 1381هـ/ 1960- 1962م)، وكانت له مشاركات في الأنشطة الأدبية والثقافية، وكان من المساهمين في تأسيس جامعة الملك عبد العزيز بجدة أول تأسيسها، عين نائبًا لرئيس الهيئة التأسيسية في الجامعة وعضوًا في الهيئة التنفيذية، وهي هيئة أشبه في ذلك الوقت بمجلس الجامعة.

## وفاته
توفي أحمد شطا في لندن أثر نوبة قلبية ونقل جثمانه إلى المملكة العربية السعودية فصلي عليه في مكة ودفن فيها.

## وصلات خارجية
الموقع الرسمي لوزارة التجارة